# King's Service Order

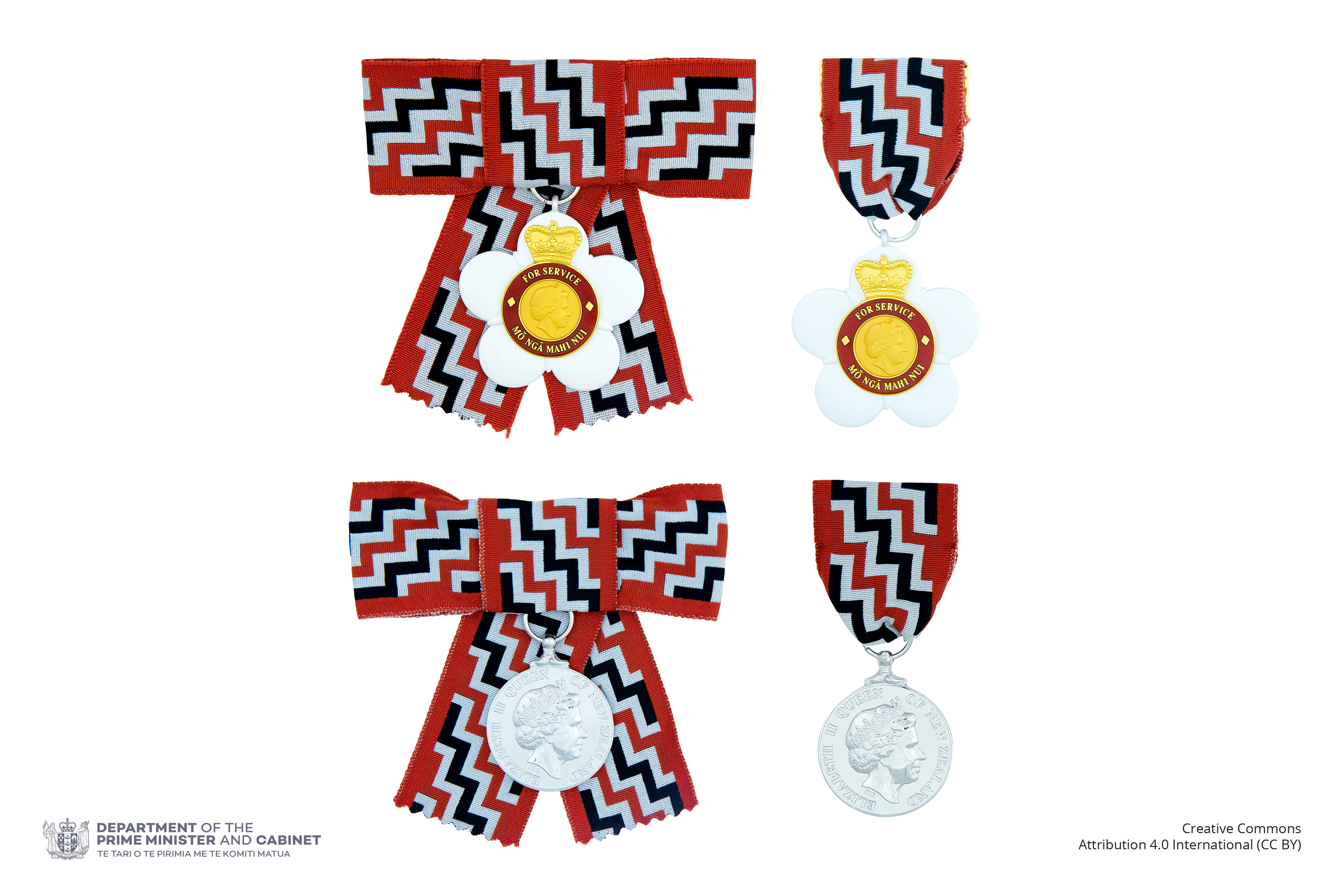
Ordens tecken under Elizabeth II:s tid

King's Service Medal är en nyzeeländska ordnar som grundades den 13 mars 1975 av drottning Elizabeth II med namnet Queen's Service Medal. Utmärkelsen fick sitt nuvarande namn i maj 2024.
Utmärkelsen delas för viktigt frivilligarbetet och meriterade tjänstemän. Benämningar är öppna endast för dem civila. Nya Zeelands monark är ordens stormästare (numera Charles III). Nya Zeelands generalguvernör är ex officio ordens Principal Companion.
Utmärkelsen delas i två grader (riddare och medalj) men ordens band är lika med båda:
- ordens band